# جورج تور
جورج تور (بالإنجليزية: George Tor)‏ (7 يوليو 1989 بلاغوس في نيجيريا - ) هو لاعب كرة قدم نيجيري في مركز الهجوم. لعب مع Rochester Rhinos ‏ وOrlando City U-23 ‏ وريدينغ يونايتد إيسي.

## وصلات خارجية
- جورج تور على موقع قاعدة بيانات كرة القدم.إي يو (الإنجليزية)